# Hiyoshi-Taisha

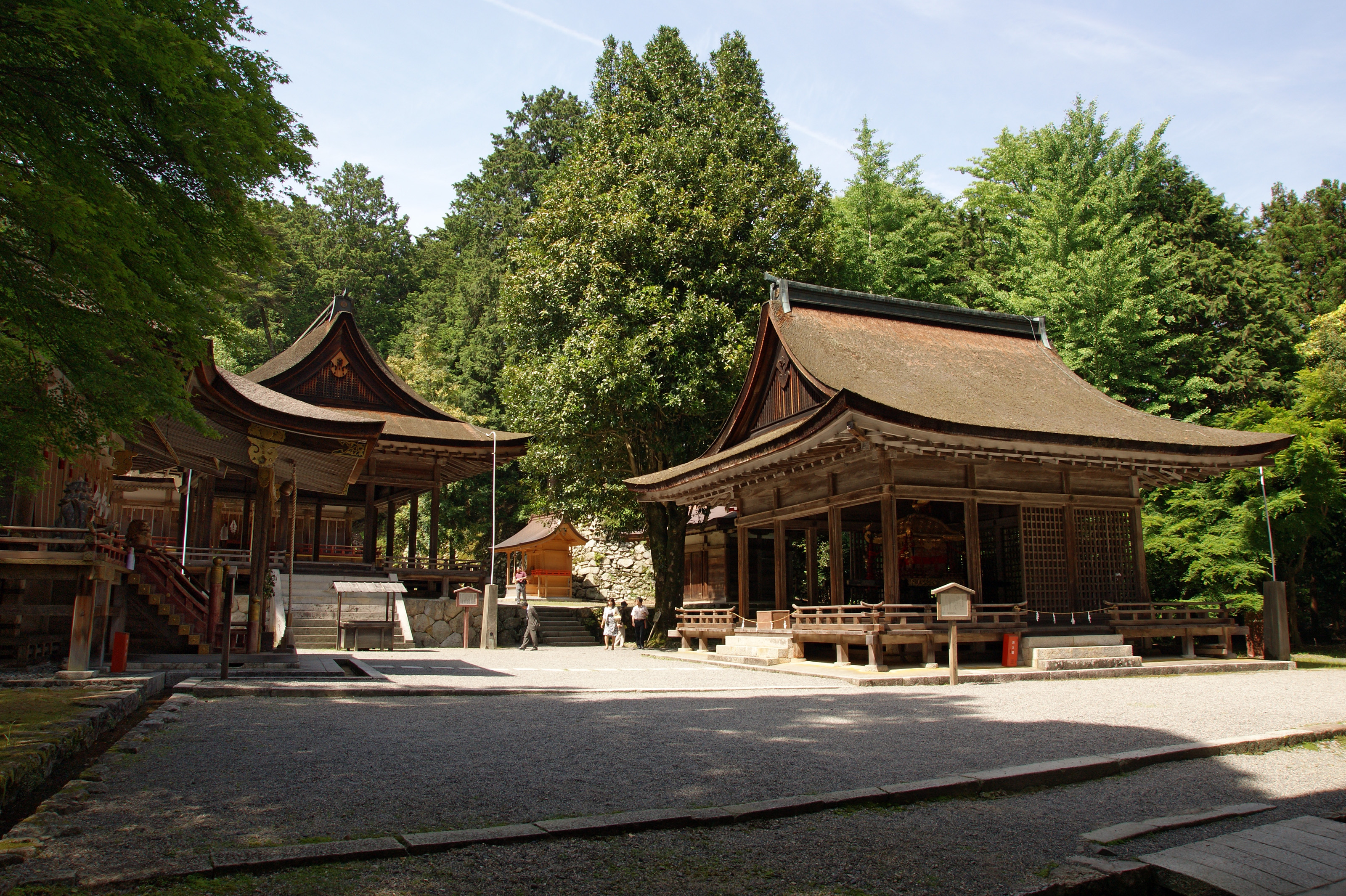
Higashi Hongū (Ostgruppe, v. l. n. r. Juge-gu Honden, Higashi-hongu Haiden, Juge-gu Haiden)

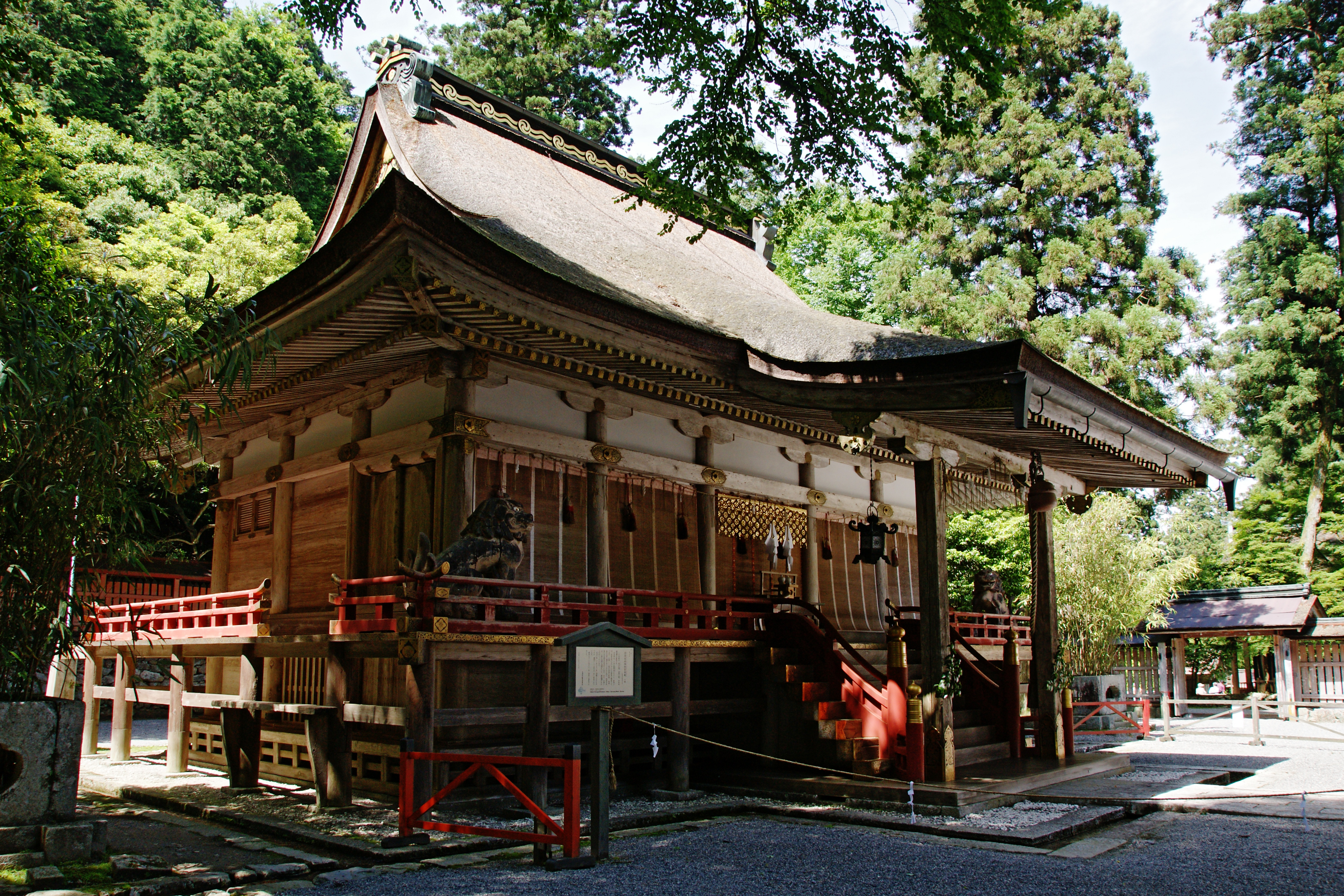
Nishi Hongū (Westgruppe, Nishi Hongu Honden) Honden

Der Hiyoshi-Taisha (japanisch 日吉大社), historisch Hie-Schrein (日吉神社 Hie-jinja), ist ein Shintō-Schrein in Ōtsu, Präfektur Shiga, Japan.

## Verehrte Gottheiten
- Westschrein: Ōanamuchi no kami (大己貴神), anderer Name von Ōkuninushi (大国主)
- Ostschrein: Ōyamakui no kami (大山咋神)

## Geschichte
Die erste schriftliche Erwähnung von Hiyoshi Taisha geht auf Kojiki im 8. Jahrhundert zurück. Im Mittelalter wurde der Schrein durch den nahe gelegenen Tempel Enryaku-ji beeinflusst, so dass einige buddhistische Ideen Eingang fanden.
Die Gebäude des Schreins wurden 1571 durch Oda Nobunaga bei der Zerstörung von Enryaku-ji niedergebrannt, jedoch gegen Ende des 16. Jahrhunderts wieder aufgebaut.

## Bilder

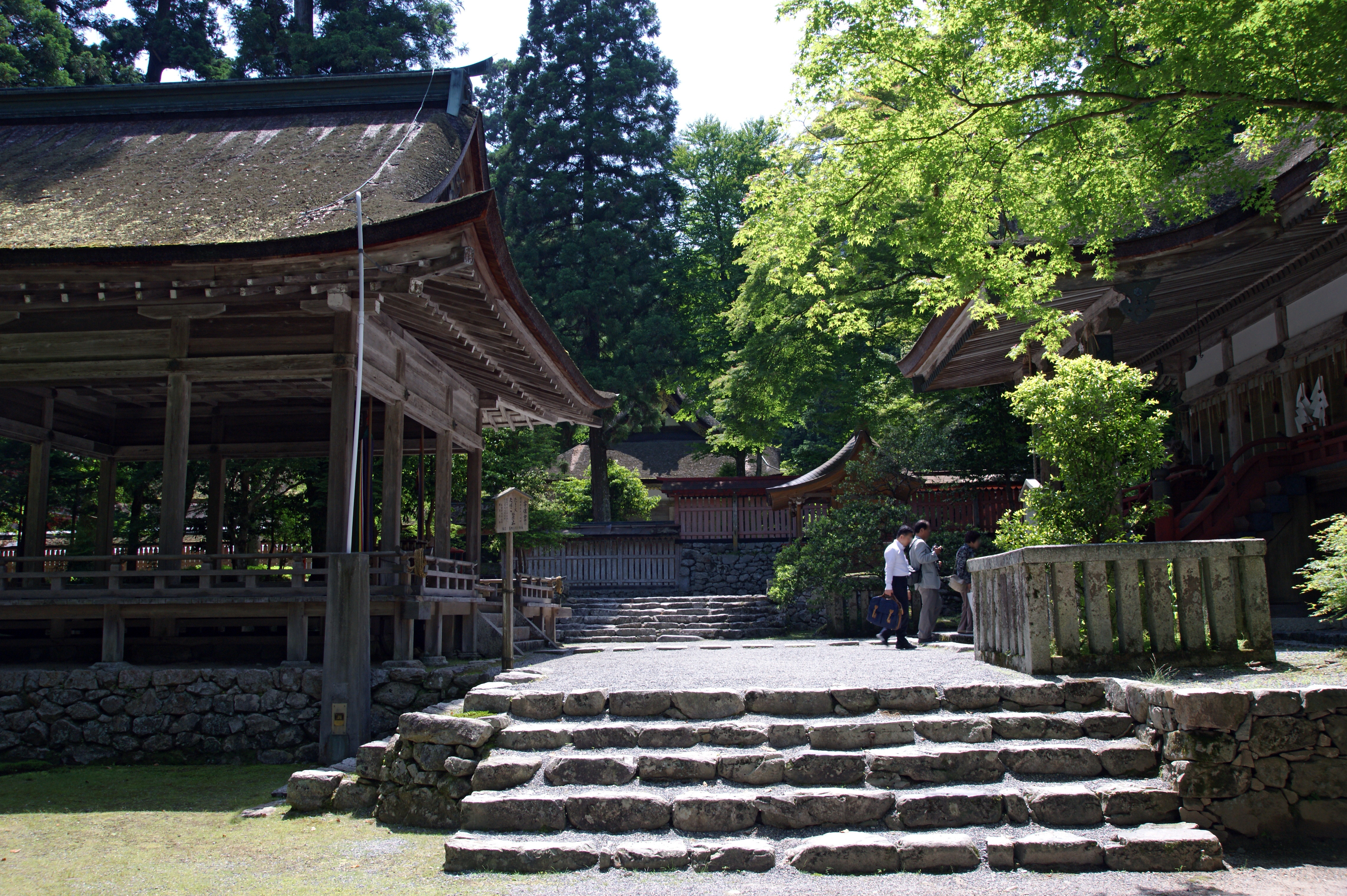
Usagu
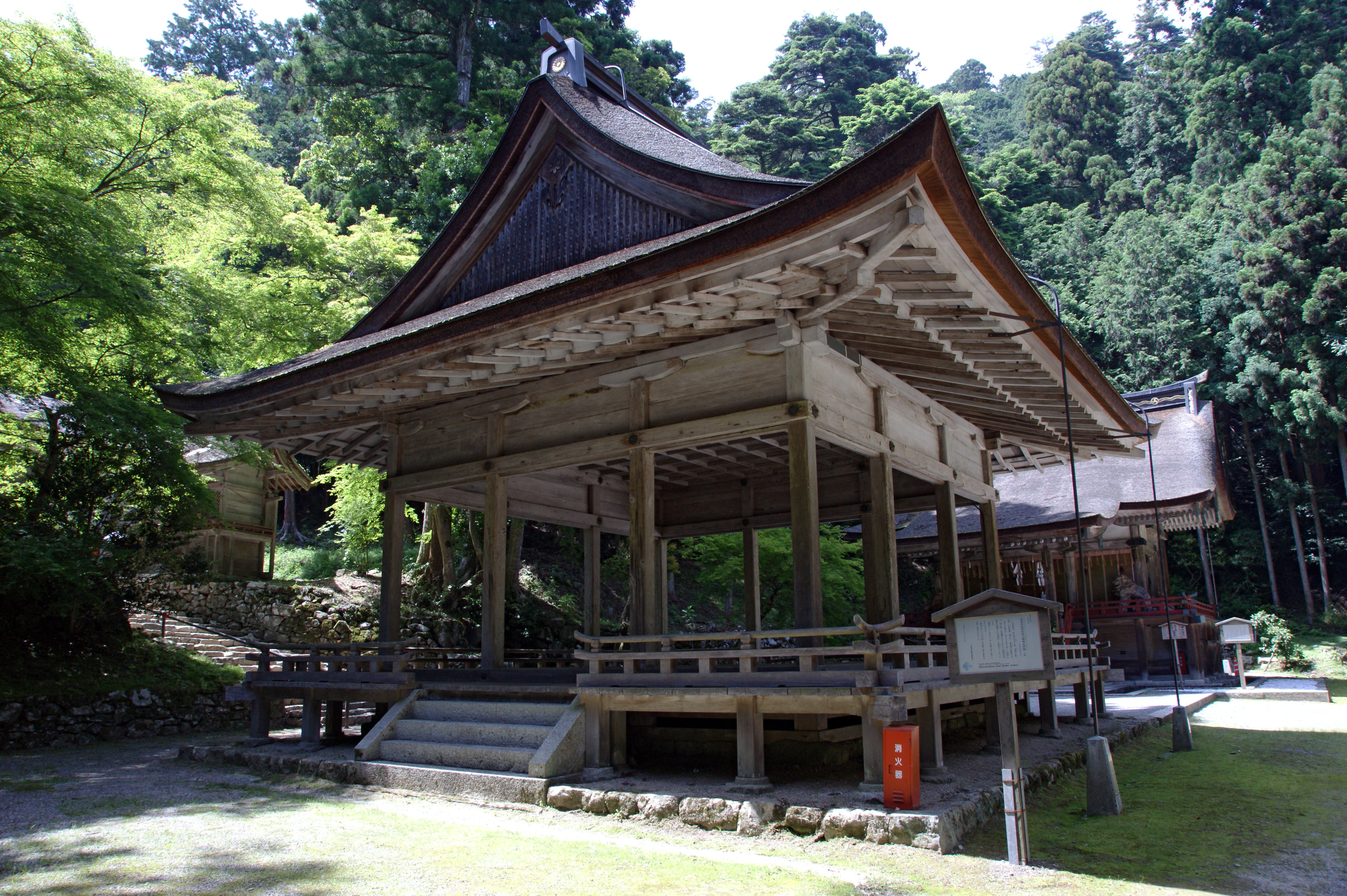
Shirayamahime-jinja
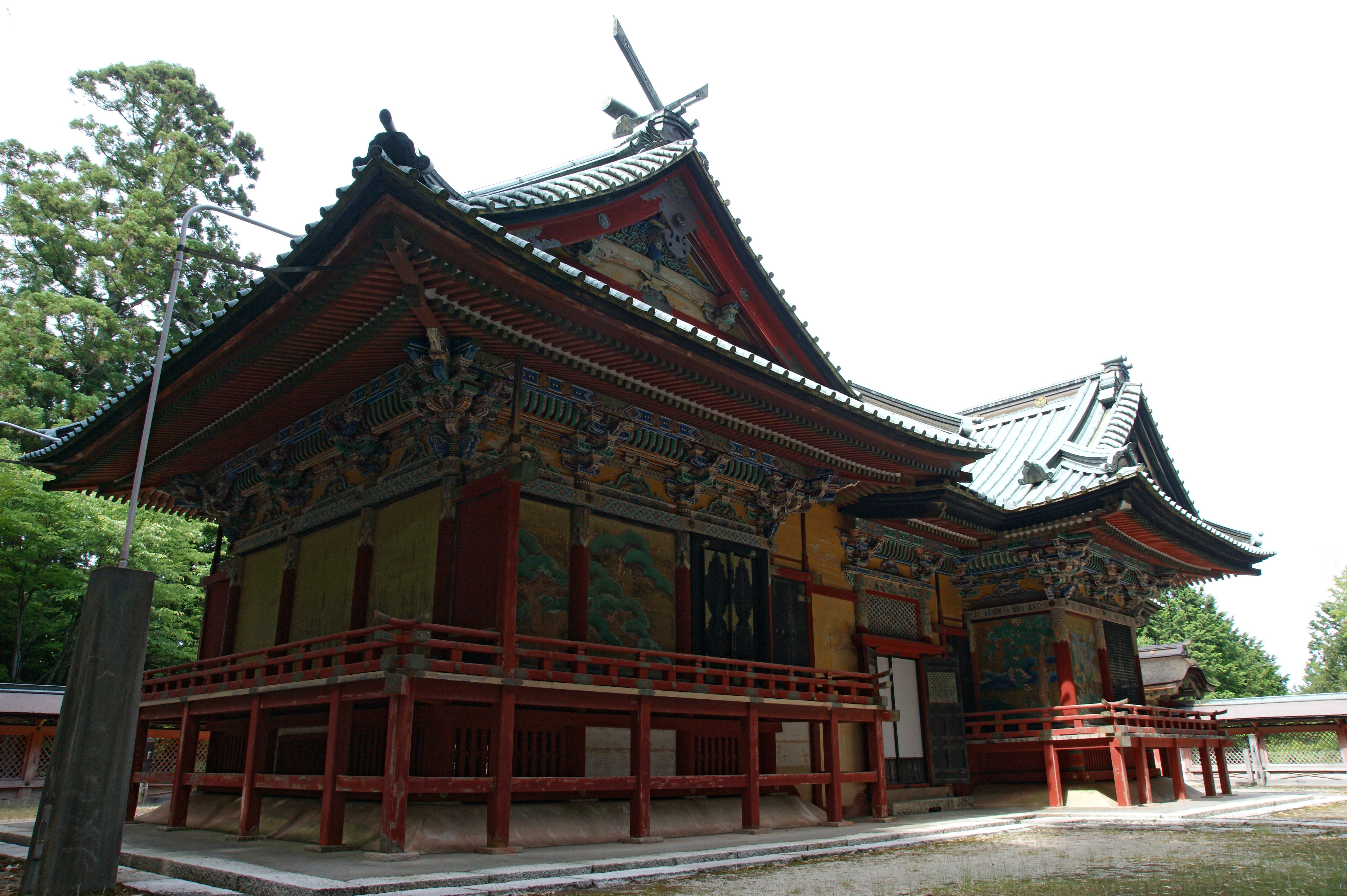
Hiyoshi Toshogu
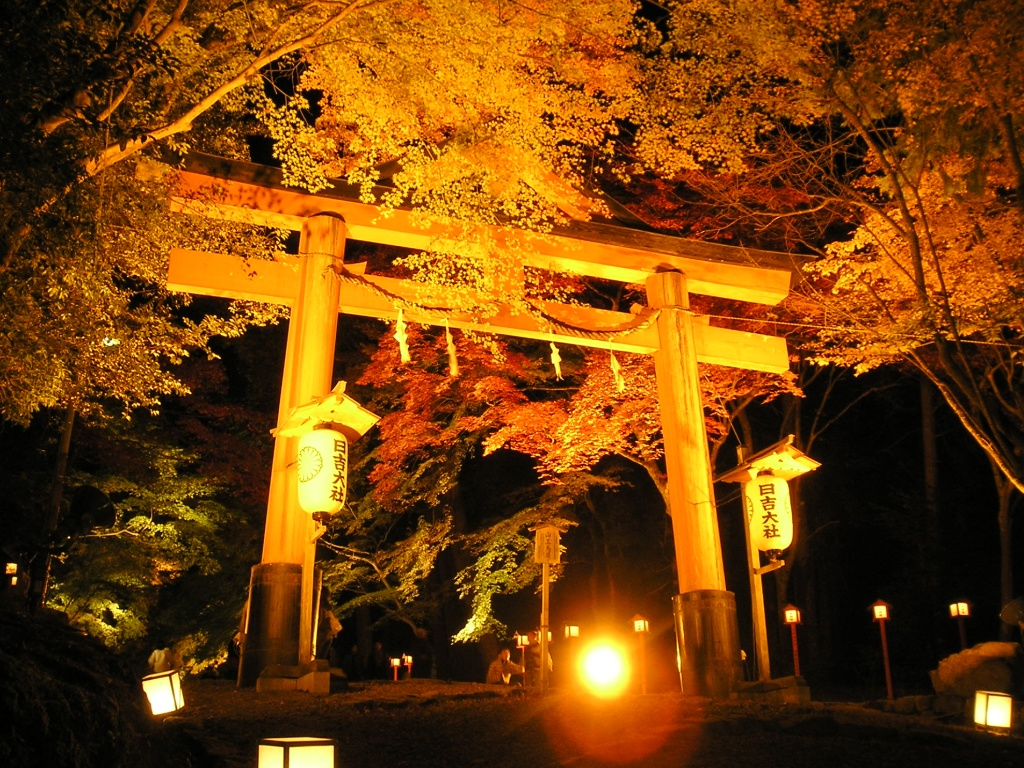
Torii am Momiji Matsuri Abend (Ahorn Festival)